# Корзина

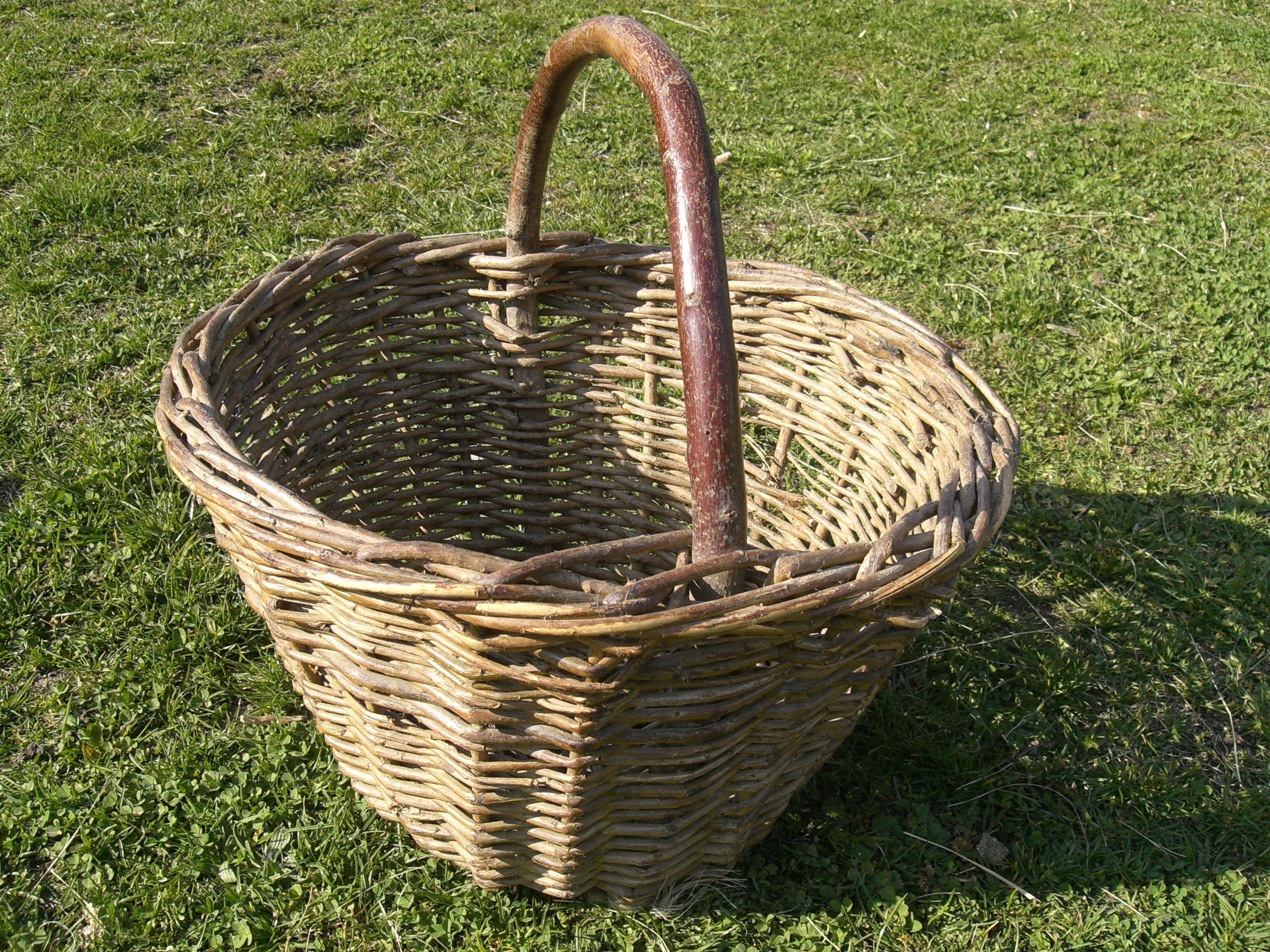

Корзи́на — плетёное изделие, служащее вместилищем для хранения вещей, для упаковки или переноски. 
Корзины плетут из различных материалов: берёсты, ивы (по состоянию на начало XX века это был самый распространённый в Европе материал для их плетения) лозы, луба, соломы, кореньев, драни, бамбука (на Дальнем Востоке). Сплошные корзины иногда делают из бумаги, ткани, отличая от коробок развалистым верхом и бывают без крышек или с плоскими крышками без обечайки. Обычно корзина является изделием народного промысла, методы изготовления которого отличны в зависимости от региона (края, страны). В Европе, в частности, широко распространены так называемые «рамочные» корзины, предполагающие изготовление рамки (чаще всего из ивы) и последующее её оплетение.

## Этимология
Этимология восточнославянского слова «корзина» до конца не прояснена. Возможно, оно образовано с помощью суффикса -ина от основы корз- (ср. диал. корзать — «рубить ветви, счищать кору», укр. корзати, корзити — «плести», диал. корзоватый — «шершавый»). Корзина — буквально «плетёнка». Возможно, оно также родственно латышскому kurza — «коробочка из коры для ягод, корзинка из прутьев», а также литовскому sukargyti — «плести».

## История

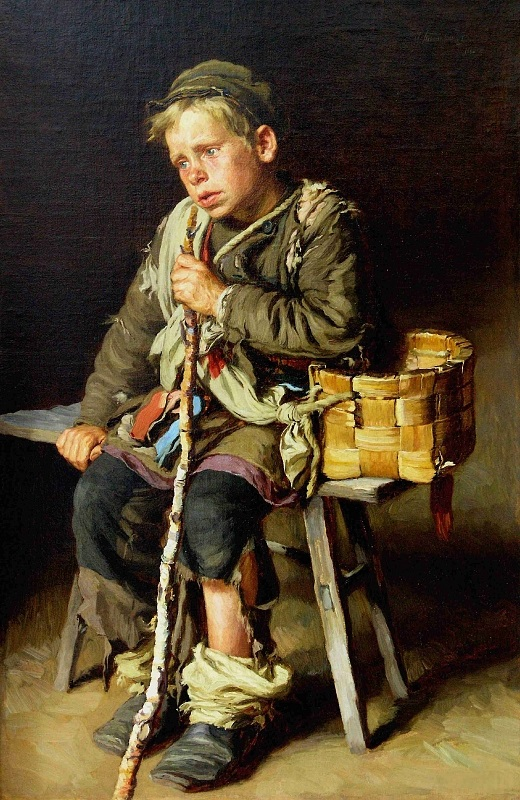
«Мальчик-нищий с корзиной». Картина работы И. И. Творожникова, 1886

Самые ранние известные остатки корзин, обнаруженные археологами, датируются примерно 10 000 годом до н. э. 
В пещерах на юге Испании были найдены корзины возрастом 5000 лет; к числу других подобных находок относятся плетёные корзины, обнаруженные в свайных домах на озере Невшатель (Швейцария), а также в этрусских гробницах. 
Приблизительно с середины XIX века на Западе плетёные корзины в быту начали постепенно вытесняться более грубыми изделиями, сделанными из дешёвой древесины; примерно с того же времени изготовлению корзин стали чаще обучаться слепые люди.
У некоторых народов корзины используются в религиозных церемониях.

## Виды корзин

### Виды и типы корзин
- Бе́ркович (берку́н, больху́н, карноватка, пе́стер, пе́щур) — большая корзина, плетёнка, в виде меры, для носки корма скоту.
- Габио́н (в России — Тур), в военном деле — плетёнка, хворостяная корзина без дна, насыпаемая (набиваемая) землёй или чем-либо иным, в полевом укреплении, для защиты от пуль и ядер неприятеля.
- Гондола — простая корзина из ивовых или камышовых прутьев четырёхугольной формы, служащая для размещения пассажиров, инструментов, балласта, двигателя и приборов управления на аэростатах.
- Жардиньерка — корзина для цветов.
- Корошня (крбшни, коза, заплечная носилка, или плетуха, корзина, пестер) — корзина для сена.
- Кошель — мягкая складная корзина.
- Лукошко — небольшая ручная корзина из лубка или прутьев, предназначенная для сбора ягод и грибов.
- Пестер (пестерь, пестеря, пестерюга, пехтерь, пихтерь) — большая, высокая корзина, плетёнка раструбом, из прутняка, из коренника, плетёная или шитая, берестяная, лубочная, для носки сена и мелкого корма скоту.
- Сысяк (сысьяк м. бессараб.) — плетнёвая, на кольях корзина для хранения кукурузы.